# Иясу I
Иясу I (геэз ኢያሱ), тронное имя Адьям Сагад (Adyam Sagad, геэз አድያም ሰገድ, «тот, перед которым склоняются пределы земли») — негус Эфиопии в 1682—1706 годах. В историографии также известен как Иясу Великий («Старший»). Сочетая силовые методы с переговорами и династических союзов с князьями восстановил свою верховную власть в стране и прекратил феодальные междоусобные войны. Считается наиболее выдающимся представителем Гондэрского периода Соломоновой династии. С его правлением связывают расцвет литературы на языке геэз, иконописи и ремесёл.

## Биография
Иясу родился в 1654 году и был назван в честь Иисуса Навина. Он был сыном императора Йоханныса I. До восшествия на престол будущий монарх Эфиопии управлял провинцией Годжам.

## Религиозная политика
В XVII веке эфиопская церковь была расколота на два основных течения — тоуахдо (умеренное монофизитство, близкое к православию) и кыбат (строгое монофизитство). После изгнания католиков борьба между двумя течениями стала основным содержанием эфиопской политической жизни. Новый император изначально благоприятствовал тоуахдо. В 1687 был созван всеобщий церковный собор, осудивший кыбат. Иясу I повелел представителям обеих группировок удалится в монастырь Дэбрэ-Марьям на озере Тана, чтобы разрешить спорные богословские вопросы. В 1688, в населенном пункте Йибаба открылся новый собор, на котором стороны вновь не пришли к соглашению. Последователи кыбат были преданы анафеме, а главы группировки (абба Уольдэ-Тынсае, абба Тэмэртэ) изгнаны. Анафемы кыбат были повторены и на соборе 1699 года.

## Административные и экономические реформы
В результате серии походов в 1690-х гг. Иясу I сумел подчинить ряд северных областей и принудить Наиба Мусу, турецкого правителя Массауа, к возобновлению торговли с Эфиопией. Император унифицировал правила ведения торговли, установив чёткие размеры таможенных пошлин. В 1689-90 гг. Иясу I создал совещательный орган («мыкыр бет»), включавшийв себя главных светских и духовных сановников. Он также попытался создать единую систему должностей.

## Культурная политика
Период правления Иясу I характеризуется оживлением интеллектуальной жизни, связанным с непрекращающимися религиозными диспутами. К наиболее известным поэтам этой эпохи принадлежали Кыфле-Йоханныс и аззаж Кэнафро. Продолжалась и летописная традиция: цехафэ тыызаз Хауарья-Крыстос записывал историю Йоханныса I и Иясу I вплоть до 1700 г. После его смерти летопись продолжил аззаж Синода, сведший воедино различные хроники XVII века. Аззаж Синода также составил грамматику языка геэз.

## Конец правления
После 1705 г. началась борьба за власть между сыновьями императора. Последователи кыбат вступили в контакт с наследником престола Тэкле-Хайманотом, поднявшим вооружённый мятеж. Император отрёкся от престола и удалился в монастырь на одном из островов на озере Тана. Тэкле-Хайманот вступил в Гондэр и объявил себя приверженцем кыбат. Узнав об этом, Иясу I отменил своё отречение и предал сына анафеме. Вскоре император был похищен и убит по приказу Тэкле-Хайманота. Причислен Эфиопской церковью к мученикам (день поминовения 5 тэкэмта - 2 октября).